# Дистанционное банковское обслуживание
Дистанционное банковское обслуживание (ДБО) — общий термин для технологий предоставления банковских услуг на основании распоряжений, передаваемых клиентом удалённым образом (то есть без посещения банка), чаще всего с использованием компьютерных и телефонных сетей. Для описания технологий ДБО используются различные термины, в ряде случаев пересекающиеся: клиент-банк, банк-клиент, интернет-банк, система ДБО, электронный банк, интернет-банкинг, on-line banking, remote banking, direct banking, home banking, internet banking, PC banking, phone banking, mobile-banking, WAP-banking, SMS-banking, GSM-banking.
По данным Национального агентства финансовых исследований и UnitedCardServices, сейчас банковская карта есть у 71 % россиян, вдвое больше по сравнению с 2009 годом. Увеличилось на 15 % и число граждан России, ежедневно совершающих безналичные платежи. К тому же, за последние два года ежедневное пользование наличными деньгами сократилось на 13 % (с 69 % до 56 %). Из приведённых данных следует, что в России, как и во всём мире, существует тенденция замены наличных электронными деньгами и популярность дистанционных каналов банковского обслуживания растёт.

## Виды дистанционного банковского обслуживания (ДБО)
Технологии ДБО можно классифицировать по типам информационных систем (программно-аппаратных средств), используемых для осуществления банковских операций:

### Системы «Клиент-Банк» (PC-banking, remote banking, direct banking, home banking)
Это системы, доступ к которым осуществляется через персональный компьютер. Системы «Клиент-Банк» позволяют отправлять платежи в банк и получать выписки по счетам (информацию о движениях средств на счёте). Банк предоставляет клиенту техническую и методическую поддержку при установке системы, начальное обучение персонала клиента, обновление программного обеспечения и сопровождение в дальнейшей работе. Системы «Клиент-Банк» позволяют вести рублёвые и валютные счета с удалённого рабочего места. Но не все банки предоставляют клиентам полное ведение своих счетов, отклоняясь от мировых стандартов.
В целях безопасности в системах «Клиент-Банк» используются различные системы криптографической защиты информации (СКЗИ), обеспечивающие шифрование и контроль целостности передаваемой в Банк информации. Использование систем «Клиент-Банк» для обслуживания юридических лиц до сих пор является одной из наиболее популярных технологий ДБО в России, однако с развитием законодательной базы и технологий всё больше банков предлагает доступные сервисы ДБО и для частных лиц. 
Системы «Клиент-Банк» принципиально подразделяются на 2 типа: толстый клиент и тонкий клиент.

#### Банк-Клиент
Классический тип системы Банк-Клиент, также часто именуемый «толстый клиент». На рабочей станции пользователя устанавливается отдельная программа-клиент, которая хранит на компьютере все данные (как правило, это платёжные документы и выписки по счетам). Программа-клиент может соединяться с банком по различным каналам связи. Наиболее часто используется прямое соединение через модем (технология уже уходит в прошлое) или через Интернет. Преимущество систем «Банк-клиент» заключается в том, что клиенту для непосредственной работы с клиентской частью системы не требуется постоянное подключение к банковской части системы ДБО. Ещё одним плюсом некоторых видов систем «толстых клиентов» является их развитая внутренняя функциональность по разделению ролей пользователей и разбору инцидентов. В частности, это актуально для юридических лиц. Базы данных такого вида систем (имеется в виду толстый клиент), как правило, устанавливаются на полноценную систему управления базами данных (СУБД), что для организаций с большим документооборотом даёт возможность удобно резервировать базу данных и полноценно работать с сетевой версией без потери скорости обработки документов.

#### Интернет-Клиент (тонкий клиент; Online banking, Интернет-банкинг (Internet banking), WEB-banking)
Пользователь входит в систему через Интернет-браузер. Система Интернет-Клиент размещается на веб-сервере банка. Все данные пользователя (платёжные документы и выписки по счетам) доступны на веб-сайте банка. По технологии Интернет-Клиент строятся также системы для мобильных устройств (мобильный сайт банка) — PDA, смартфоны (Мобильный банкинг (mobile-banking). На основе Интернет-Клиента могут предоставляться информационные сервисы с ограниченным набором функций.
У дистанционного банковского обслуживания через Интернет есть ряд как преимуществ, так и недостатков. К преимуществам можно отнести невысокую стоимость эксплуатации интернет-системы (все обновления проводятся только на веб-сервере, не тиражируясь у клиентов); возможность интеграции с бухгалтерскими системами клиента; доступность интернет-услуг для конечного пользователя; поддержание лояльности клиентов, активно использующих данные услуги.
К недостаткам относится в первую очередь слабая защищённость интернета от несанкционированного доступа. Несмотря на стремление разработчиков интернет-решений создавать и совершенствовать систему защиты передаваемых сообщений, продолжают появляться многочисленные потенциальные опасности. Причины: недостатки операционных систем, программ коммуникации и браузеров, человеческий фактор. Поддержание уровня защиты на надлежащем уровне требует значительных материальных затрат, которые могут позволить себе в основном крупные банки, рассчитывающие на значительные доходы от предоставления подобных услуг.

### Системы «Телефон-Банк» (Телефонный банкинг (phone-banking), телебанкинг, Телефон-Клиент, SMS-banking)
Как правило, системы Телефон-Банк имеют ограниченный набор функций по сравнению с системами «Клиент-Банк»:
- информация об остатках на счетах;
- информация о суммах поступлений в пользу клиента;
- ввод заявок на предоставление факсимильной копии выписки по счёту;
- ввод заявок о проведении платежей, заказ наличности;
- оплата услуг отдельных компаний и организаций;[3]
- ввод заявок на передачу факсимильной копии платежного поручения;
- ввод заявки на исполнение подготовленного по шаблону поручения на перевод средств.

Передача информации от клиента в банк может производиться различными способами в зависимости от реализации системы:
- Общение клиента с оператором телефонного обслуживания (Call Center).
- С использованием кнопочного телефона (Touch Tone Telephone) и голосового меню (средств компьютеризованной телефонной связи (технологии IVR (Interactive Voice Response)), Speech to Text, Text to Speech).
- Посредством передачи SMS-сообщений (SMS-banking).

Все указанные функции становятся доступными только после персональной идентификации клиента банком на основе системы персональной идентификации. На сегодняшний день наиболее совершенной и безопасной является система на базе биометрических идентификационных карт.

### Обслуживание с использованием банкоматов (ATM-banking) и устройств банковского самообслуживания
Технологии ДБО с использованием устройств банковского самообслуживания являются одними из наиболее популярных в мире и в России.
Банкоматы и терминалы попадают в категорию ДБО, так как почти полностью предоставляют банковские услуги дистанционно, без посещения клиентом банковской организации. Кроме того, важным фактором для включения их в эту категорию является возможность дублирования основных функций стандартного банк-клиента, который банк предоставляет частным (физическим) лицам для осуществления платежей.
Можно выделить несколько видов ДБО по типу используемых устройств:
- ДБО с использованием банкоматов (ATM-banking) основано на программном обеспечении, установленном на банкоматах банка. См. также Банковская карта
- ДБО с использованием платёжных терминалов;
- ДБО с использованием информационных киосков.

## Правовое регулирование
Услуги по ДБО регулируются следующими положениями Центрального Банка России:
- Положение от 16.07.2012 г. № 385-П «О правилах ведения бухгалтерского учета в кредитных организациях, расположенных на территории РФ»;
- Положение от 19.06.2012 г. № 383-П «О правилах осуществления перевода денежных средств»;
- Положения от 24.04.2008 г. № 318-П «О порядке ведения кассовых операций в кредитных организациях на территории РФ» (п. 2.8 «Организация работы с денежной наличностью при использовании банкоматов, электронных кассиров, автоматических сейфов и других программно-технических комплексов»);
- Положения от 23.06.1998 г. № 36-П «О межрегиональных электронных расчетах, осуществляемых через расчетную сеть Банка России» (утратил силу или отменен);
- Положения от 12.03.1998 г. № 20-П «О правилах обмена электронными документами между Банком России, кредитными организациями (филиалами) и другими клиентами Банка России при осуществлении расчетов через расчетную сеть Банка России»;
- Временное положение от 10.02.1998 г. № 17-П «О порядке приема к исполнению поручений владельцев счетов, подписанных аналогами собственноручной подписи, при проведении безналичных расчетов кредитными организациями».

Кроме того, необходимо учитывать требования:
- Федерального закона от 06.04.2011 г. № 63-ФЗ «Об электронной подписи»;
- Стандарта Банка России СТО БР ИББС-1.0-2010 "Обеспечение информационной безопасности организаций банковской системы Российской Федерации;
- Письма Банка России от 03.04.2004 № 16-Т «О рекомендациях по информационному содержанию и организации web-сайтов кредитных организаций в сети Интернет» (вместо него 128-Т от 23.10.2009);
- Письма Банка России от 30.08.2006 № 115-Т «Об исполнении Федерального закона "О противодействии легализации (отмыванию) доходов, полученных преступным путём, и финансированию терроризма в части идентификации клиентов, обслуживаемых с использованием технологий дистанционного банковского обслуживания (включая интернет-банкинг)»;
- Письма Банка России от 27.04.2007 № 60-Т «Об особенностях обслуживания кредитными организациями клиентов с использованием технологии дистанционного доступа к банковскому счету клиента (включая интернет-банкинг)»;
- Письма Банка России от 07.12.2007 № 197-Т «О рисках при дистанционном банковском обслуживании»;
- Письма Банка России от 31.03.2008 № 36-Т «О рекомендациях по организации управления рисками, возникающими при осуществлении кредитными организациями операций с применением систем интернет-банкинга»;
- Письма Банка России от 30.01.2009 № 11-Т «О рекомендациях для кредитных организаций по дополнительным мерам информационной безопасности при использовании систем интернет-банкинга»;
- Письма Банка России от 26.10.2010 № 141-Т «О Рекомендациях по подходам кредитных организаций к выбору провайдеров и взаимодействию с ними при осуществлении дистанционного банковского обслуживания».

Услуги по ДБО регулируются следующими положениями Национального Банка Украины:
- Постановление правления НБУ от 21.01.2004 № 22 Об утверждении Инструкции о безналичных расчетах в Украине в национальной валюте, Глава 11.

## Виды мошенничества в сфере ДБО
К наиболее распространенным можно отнести:
- Преступления с привлечением инсайдеров,  в частности, имеющих доступ к легитимным ключам и аутентификационным данным.
- Применение специальных вредоносных программ извне системы с использованием электронной почты, покупки загрузок и эксплуатации слабых мест на тематических сайтах.[4]
- Атаки на клиентов банка.
- Фишинг.
- Использование скиммеров.